# La Granada
La Granada – gmina w Hiszpanii, w prowincji Barcelona, w Katalonii, o powierzchni 6,42 km². W 2011 roku gmina liczyła 2047 mieszkańców.